# Ресурс (техника)
Ресу́рс (техника) (фр. ressource — вспомогательное средство) — наработка устройства (механизма) от начала его эксплуатации или после ремонта и до достижения им предельного состояния, определяемого нормативно-технической документацией.
Для разных механизмов ресурс может выражаться в различных единицах — например, в часах работы для двигателя, километрах пробега для автомобиля, количестве посадок для самолёта, количестве включений для релейных устройств и т. д.
Отличают следующие виды ресурса:
- полный — срок службы изделия до конца его эксплуатации;
- доремонтный (межремонтный) — срок от начала эксплуатации (после ремонта) до восстановительного ремонта;
- израсходованный — от начала эксплуатации до рассматриваемой наработки;
- остаточный — от рассматриваемой наработки и до отказа (для невосстанавливаемого изделия) или до ремонта (для изделия, подлежащего ремонту).

Моторесурс — ресурс двигателя. Измеряется в моточасах или километрах пробега.